# Грубінко Василь Васильович
Грубінко Василь Васильович (нар. 20 жовтня 1959, с. Лохово, Україна) — український вчений-біолог, педагог. Доктор біологічних наук (1995), професор (1999). Дійсний член Екологічної академії України (2000). Віце-президент Гідроекологічного товариства України, голова його Тернопільського обласного відділення.

## Життєпис
Василь Васильович Грубінко народився 20 жовтня 1959 року в селі Лохові Мукачівського району Закарпатської області, Україна.
Закінчив природничий факультет Тернопільського педагогічного інституту (1981, нині ТДПУ). Від 1997 — у цьому ВНЗ: завідувач кафедри загальної біології, одночасно від 1998 — проректор з навчальної роботи.
Коло наукових інтересів: екологічна біохімія і фізіологія тварин, біологічна системологія, екологічна освіта і виховання.
Наукові дослідження: молекулярно-метаболічні механізми адаптації організмів до екстремальних факторів середовища; інваріантні моделі та стійкість біологічних систем; біохімія гідробіонтів; інноваційні технології у вищій освіті.
Член спецради Д 76.051.05 Інституту біології, хімії та біоресурів Чернівецького національного університету імені Юрія Федьковича.
Член експертної ради з питань житлово-комунального господарства, екології та надзвичайних ситуацій, енергозабезпечення та енергоефективності при Тернопільській міській раді.

## Доробок
Опублікував понад 200 наукових і навчально-методичних робіт, серед яких
- монографія «Екологія, охорона природи, екологічна освіта і виховання» (Чернігів, 1996),
- посібники «Лабораторний практикум з біотехнології» (2000; співавтор), «Загальна цитологія» (2001; співавтор).